# Оуен Кей Герріотт
Оуен Кей Герріот (англ. Owen Kay Garriott; 22 листопада 1930, Енід — 15 квітня 2019, Гантсвілл) — колишній астронавт НАСА, доктор філософії. Один з його синів — Річард Герріот, відомий розробник комп'ютерних ігор і шостий космічний турист.

## Біографія
Оуен закінчив школу у рідному місті 1948 року, після чого продовжив освіту, здобувши 1953 року ступінь бакалавра з електротехніки в Університеті Оклахоми, а 1957 року — магістерський ступінь з тієї ж спеціальності в Стенфордському університеті. Три роки потому він захистив у Стенфорді дисертацію і став доктором наук. Надалі займався вивченням фізики іоносфери і написав за фахом понад 45 наукових статей і доповідей та одну книгу.

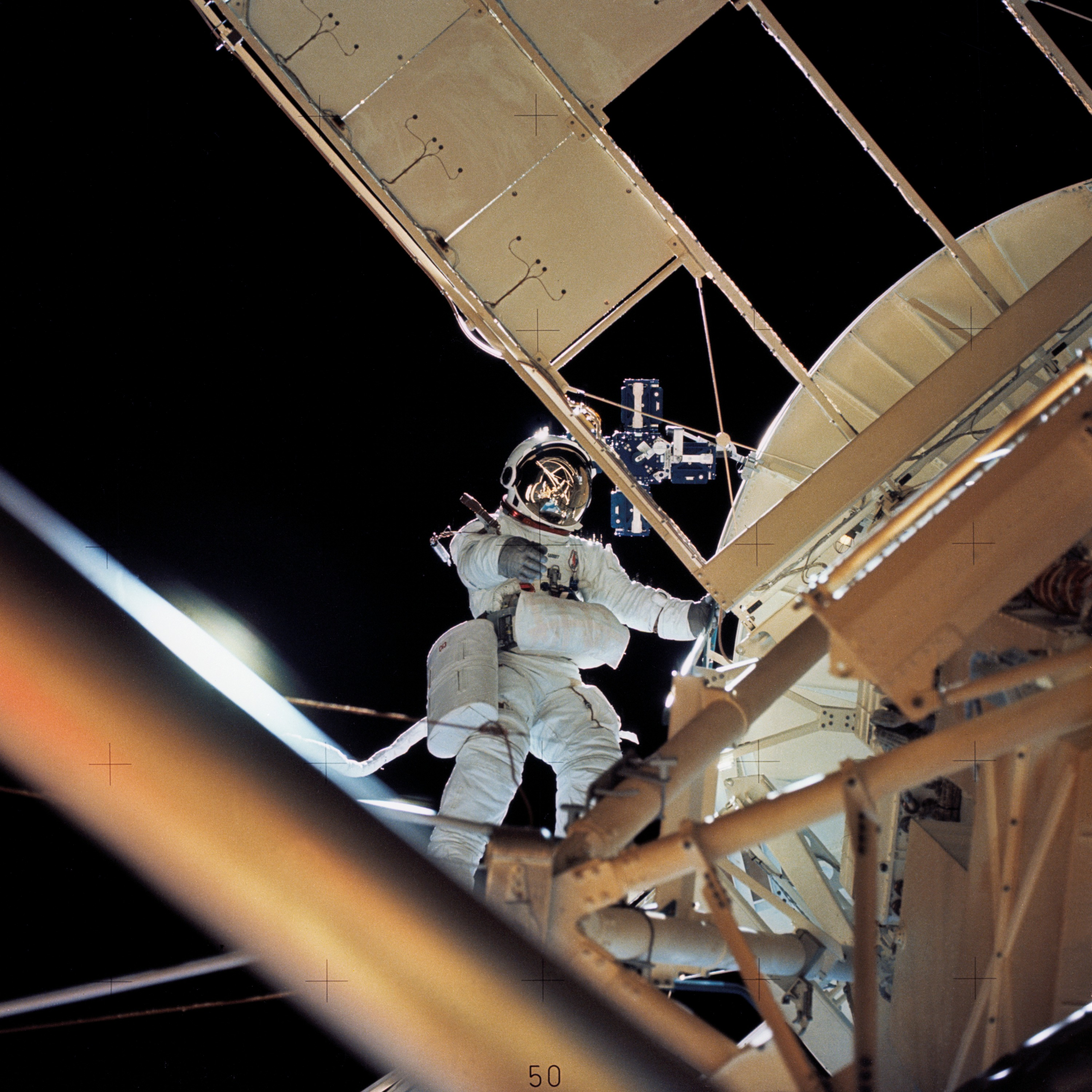
Оуен Герріотт виходить у відкритий космос. Скайлеб-3

1966 року Герріот пройшов річну програму навчання у військово-повітряних силах США і здобув кваліфікацію пілота реактивного літака. До цього часу він вже входив до групи з шести вчених-астронавтів четвертого набору астронавтів НАСА. 28 липня 1973 Оуен Герріот вперше вирушив у космос і, як науковий співробітник, провів 58 діб на орбітальній станції «Скайлеб», установивши новий рекорд перебування в космосі, що вдвічі перевищував попередній. Він провів численні дослідження Сонця, земних ресурсів, а також експерименти з адаптації людини до невагомості. Астронавти здійснили три парних виходи в космос, Герріот — учасник усіх трьох (4,5 год, 3,5 год, 2 год 40 хв).

1973 року Оуен Герріот входив до екіпажу американської орбітальної станції «Скайлеб». Одного разу він розіграв офіцера Центру управління польотами Роберта Кріппо. В космос Герріот захопив диктофон, на який його дружина наговорила кілька заздалегідь складених фраз. Якось, коли оператор Роберт Кріппен вийшов на зв'язок з астронавтом, Герріот уже чекав з диктофоном напоготові. Між станцією і Центром управління відбувся такий діалог: 
— Скайлеб, цеХ'юстон, відповідайте. 
— Вітаю,Х'юстоне, — жіночим голосом відгукнулася станція, — це Скайлеб. Земля після секундного коливання поцікавилася: 
— Хто говорить? 
— Привіт, Боб, — відгукнулася станція, — це Хелен, дружина Оуена.
Боб кілька секунд переварював відповідь, а потім насилу спитав: 
— Що ти там робиш? 

— Я вирішила принести хлопцям поїсти. Все свіженьке, — заспокоїв його голос з орбіти. Центр управління мовчав близько хвилини, а потім відключився. Мабуть, у Кріппо здали нерви.
Другий і останній раз Оуен побував у космосі від 28 листопада до 8 грудня 1983 року як фахівець польоту на шатлі «Колумбія» (політ STS-9). Виконано понад 70 експериментів в шести різних дисциплінах, головним чином, щоб довести придатність лабораторії «Спейслеб» для наукових досліджень. Вперше в історії космонавтики Оуен Герріот провів із борту космічного корабля кілька сеансів радіоаматорського зв'язку (позивний W5LFL).
Космічна кар'єра Оуена Герріота могла продовжитися, але цьому перешкодила катастрофа «Челленджера» через яку польоти шатлів у космос припинили на кілька років.
З 1984 по 1986 рік Герріот брав участь у проєкті НАСА зі створення орбітальної станції, потім у червні 1986 року пішов із загону астронавтів і зайнявся приватним бізнесом.
У жовтні 1997 року Герріота включено до Зали слави астронавтів.

## Галерея
Оуен Герріот на орбітальній станції «Скайлеб»:

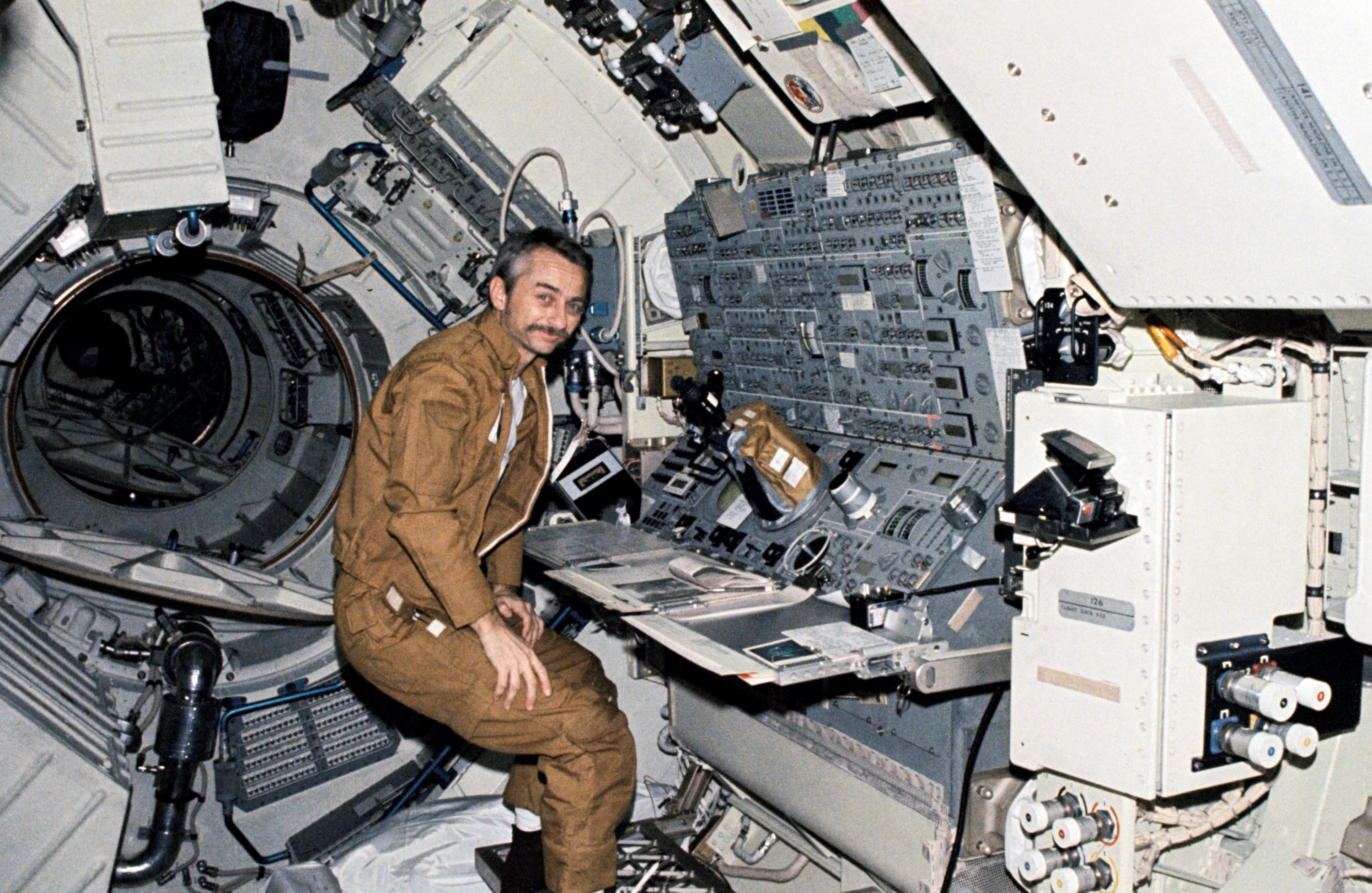
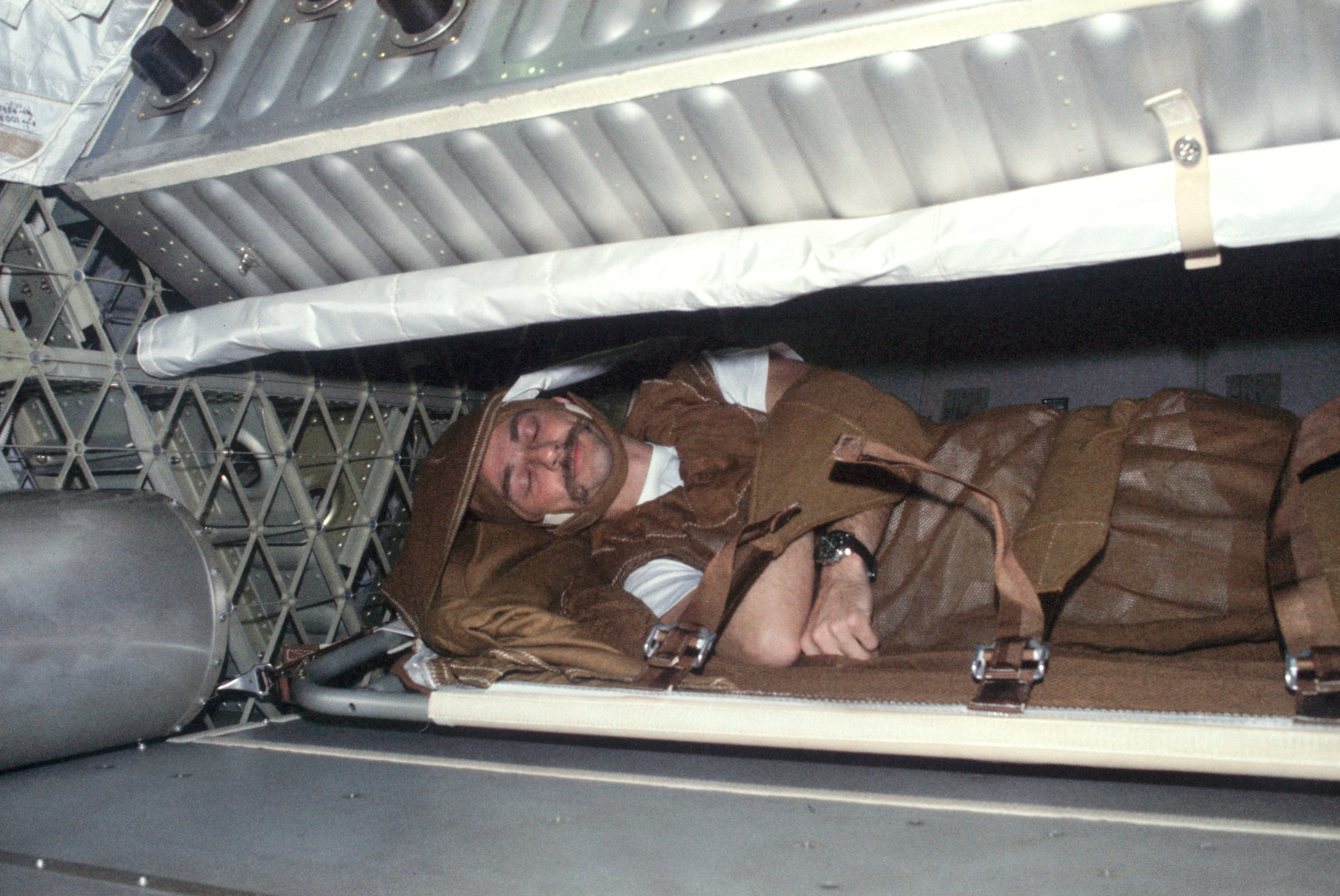
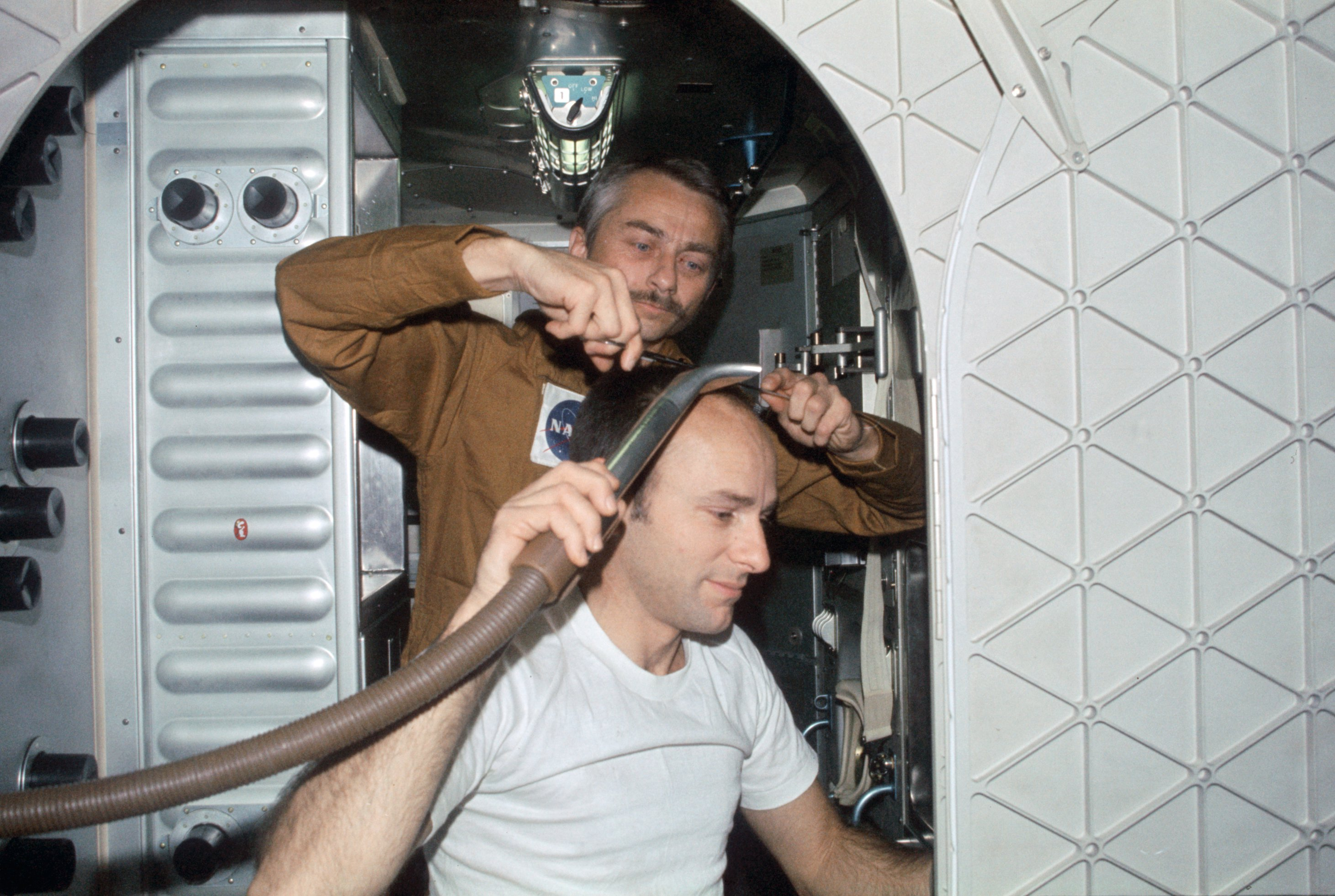
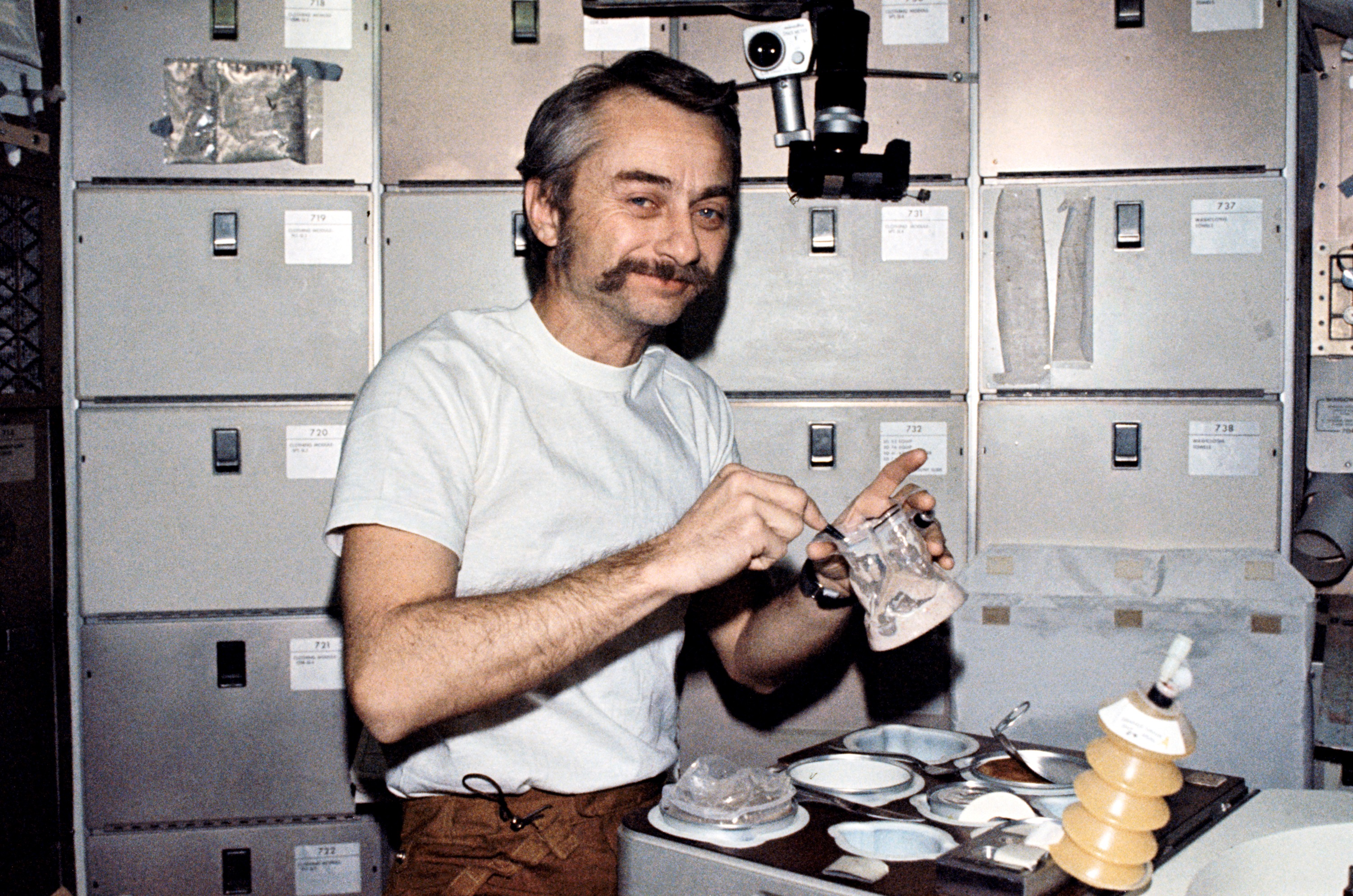

## Джерело
- Офіційна біографія НАСА [Архівовано 23 листопада 2013 у Wayback Machine.](англ.)